# Ocean
Aproximativ trei sferturi (71%) din suprafața Pământului este acoperită de oceane, fiind un corp global de ape sărate (apă).
Oceanele dețin aproximativ 96,5% din toată apa de pe Pământ.
Oceanele sunt împărțite de continente și arhipelaguri în cinci oceane:
- Oceanul Antarctic
- Oceanul Arctic
- Oceanul Atlantic
- Oceanul Indian
- Oceanul Pacific

Granițele între oceane au fost stabilite de Organizația Internațională de Hidrografie, astfel că Oceanul Antarctic se extinde de la coasta Antarcticii până la 60 de grade latitudine sudică.

## Zonarea pe adâncime a oceanelor
Pe adâncime, mările și oceanele se pot zona în modul următor:

### Sistemul[care?]

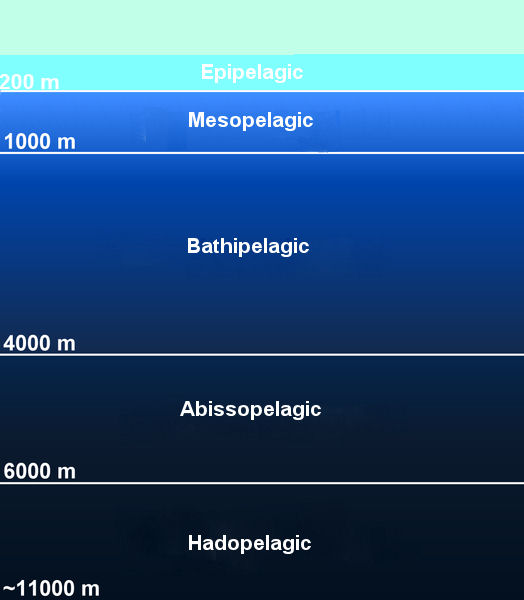
Definirea subzonelor zonei pelagice

- zona epipelagică sau zona euphotică până la o adâncime de 200 m.
- zona mesopelagică sau zona disphotică între adâncimile de 200 – 1000 m.
- zona bathipelagică între adâncimile de 1000 – 4000 m.
- zona abissopelagică între adâncimile de 4000 – 6000 m.
- zona hadopelagică la adâncimi peste 6000 m.

Sub aspect biocenotic găsim trei zone:
- zona litorală;
- zona pelagică;
- zona abisală;

- zona benthală care este sub influența fundului oceanului și care poate fi împărțită la rândul ei în următoarele zone:
  - zona bathyală (din greacă bathys = adâmcime) este zona în care fundul mării coboară sub nivelul platformei continentale și este situată la adâncimi între 200 - 2000/3000 m.
  - zona abisală (din latină abyssus - prăpastie) este domeniul fundului mărilor situat de la adâncime de 2000/3000 m până la 6000 m
  - zona hadală (din greacă hades = lumea subterană), care cuprinde gropile adânci ale oceanelor situate la adâncimi de peste 5000 m.

## Ecologie
Oceanele sunt locul în care trăiesc multe forme de viață, precum
- pești
- cetacee (balene și delfini)
- cefalopode (caracatița, calmarul, sepia)
- crustacee (crevete, homar)
- viermi marini
- plancton
- alte specii

## Economie
Oceanele sunt esențiale pentru transport, o mare parte din bunurile transportate în lume sunt cu ajutorul navelor între porturi. Canale importante includ Canalul Panama și Canalul Suez.